# Sparks (canción de Coldplay)
Sparks "(Chispas)", es una canción de la banda británica de rock Coldplay lanzada como la cuarta canción del disco Parachutes lanzado a la venta en el año 2000. Es una canción acústica con un aire romántico.
Existen varias versiones de la canción incluidas en distintas publicaciones:
- Versión original: Incluida en el disco Parachutes[1] como cuarta canción y en el EP Acoustic[2] siendo de éste la primera pista.
- Versión en vivo grabada en Dinamarca e incluida en el sencillo danés de Don't Panic.[3]
- Versión en vivo grabada en Oslo, Noruega el 1 de diciembre de 2000 e incluida en el EP en vivo Trouble Norwegian Live EP.[4]